# آریابهاتا
آریابهاتا (۴۷۶–۵۵۰ میلادی) اولین نفر در حوزه ریاضیدان - منجمانی می‌باشد که از دوره کلاسیک ریاضی و نجوم هندی است. مشهورترین فعالیت‌های او آریابهاتیا (۴۹۹ میلادی، زمانی که وی ۲۳ سال داشت) و آریا-سیدهانتا هستند.